# José Ramón Méndez
José Ramón Méndez (Santa Fe, segunda mitad del siglo XVIII - íd., 1844) fue un militar y político argentino con una importante actuación en la provincia de Santa Fe en la primera mitad del siglo XIX.

## Biografía

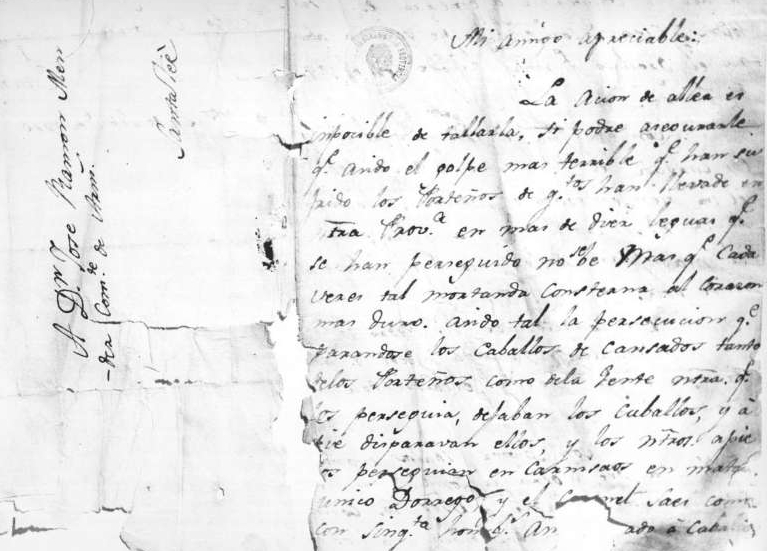
Carta de Estanislao López a José Ramón Méndez.

Nació en Santa Fe el 28-03-1784. Tras la Revolución de Mayo de 1810 continuó ligado a la actividad política de su ciudad y entre 1820 y 1821 se desempeñó en la provincia de Santa Fe como comandante de armas de la provincia y gobernador sustituto del brigadier Estanislao López.
En 1830 el general López lo envió a la provincia de Entre Ríos para reponer en el gobierno al coronel Pedro Barrenechea, quien había sido derrocado por el coronel Ricardo López Jordán .
Para 1831, Méndez se encontraba, con el rango de Sargento Mayor, comandando el Fuerte de Ascochingas, a unos 10 kilómetros al norte de la capital santafesina, en defensa de la Frontera Norte de su provincia contra los indígenas de la región chaqueña.
El 22 de junio de 1833 fue promovido a teniente coronel de Caballería y nombrado Comandante de la Frontera del Norte de la provincia.
En 1834, fue sorprendido y derrotado por los indígenas en el Monte de Noguera, cerca de un vado del río Salado. Los indios le mataron a 18 soldados y a su segundo, el teniente Vicente Oroño (hermano menor del futuro general Santiago Oroño). Méndez, pudo escapar muy malherido.
En junio de 1838, a la muerte del general López, apoyó en contra de Domingo Cullen al coronel Juan Pablo López. Triunfante el último, el 25 de octubre de 1838 fue promovido a coronel de Caballería y volvió a desempeñarse como comandante general de Armas de la provincia.
El 26 de noviembre de ese año fue designado gobernador delegado del general Juan Pablo López.
En septiembre de 1840, junto al general uruguayo Eugenio Garzón, como comandante general de Armas, comandó la defensa de la ciudad de Santa Fe contra el ataque del ejército unitario del general Juan Lavalle. Tomada esta plaza por los unitarios, fue tomado prisionero y se salvó por poco del fusilamiento. A la retirada unitaria, quedó libre y se le restituyo la Comandancia General de Armas.
Desterrado junto a otros jefes por el general Juan P. López, regresó a su provincia a la caída de este, en abril de 1842.  
El 17 de abril de 1843 actuó nuevamente como gobernador delegado siendo el mandatario provincial el general Pascual Echagüe. Murió en la ciudad de Santa Fe el 04-12-1843.